# زابيون
الزابيون (باليونانية: Ζάππειον Μέγαρο) هو عبارة عن مبنى في حدائق أثينا الوطنية في قلب أثينا، اليونان. ويستخدم عموماً للاجتماعات والاحتفالات، سواء الرسمية والخاصة.

## بناء الزابيون
في عام 1869، خصص البرلمان اليوناني 80,000 متر مربع (860,000 قدم مربعة) من الأراضي العامة بين حدائق القصر ومعبد زيوس الأولمبي القديم، وأيضا مرر قانون في 30 نوفمبر (تشرين الثاني) عام 1869، «لأعمال البناء الخاصة بالألعاب الأولمبية»، فكان الزابيون بمقتضى القانون أول مبنى يتم إقامته خصيصاً لإحياء دورات الألعاب الأولمبية في العالم الحديث. أيضاً تم تجديد إستاد البانتيون القديم كجزء من أعمال البناء الخاصة بالألعاب الأولمبية. بعد بعض التأخر في أعمال البناء، تم وضع حجر الأساس للمبنى في 20 (يناير) كانون الثاني 1874؛ وقام بتصميم المبنى الجديد المهندس المعماري الدنماركي ثيوفيل هانسن. وأخيراً في 20 أكتوبر عام 1888 تم افتتاح مبنى الزابيون للجمهور. لسوء حظ المتبرع بإنشاؤه، إيفانجليس زاباس، لم يعش لفترة كافية لرؤية الزابيون وقد تم بناؤه، وكان قد رشح ابن عمه كونستانتينوس زاباس لإستكمال البناء. وقد قام هانسن بتصميم مبنى البرلمان النمساوي أيضاً وأتبع نفس نمط الزابيون في تصاميم الخارج.

مشهد قاعة زابيون من الجنوب.

## نبذة تاريخية

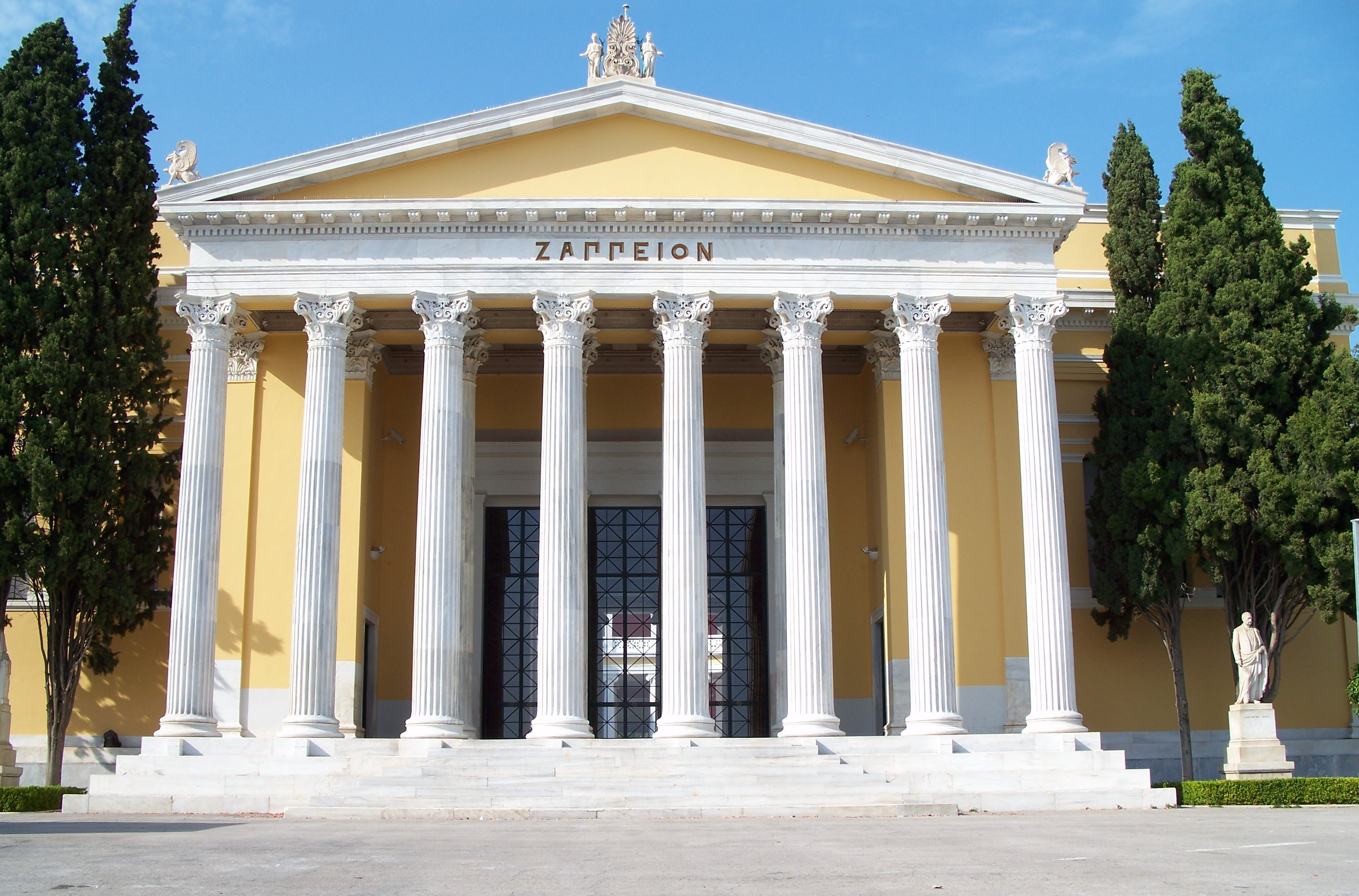
الزابيون

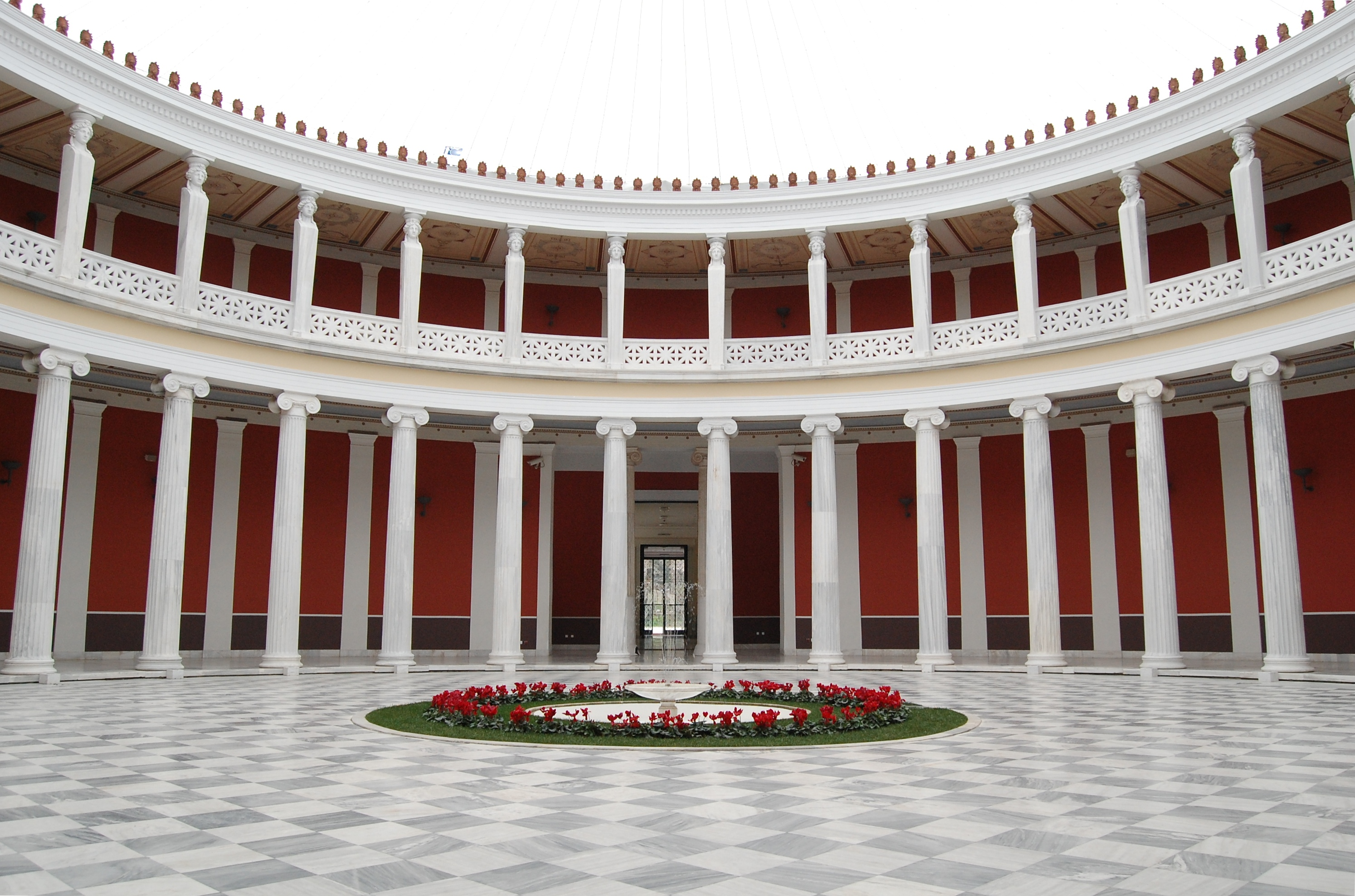
البهو في مركز مؤتمرات الزابيون

تم استخدام الزابيون لأول مرة كقاعة المبارزة الرئيسية خلال دورة الألعاب الأولمبية الصيفية لعام 1896. بعد عقد من الزمان، في دورة الألعاب الأولمبية الصيفية عام 1906، تم استخدامه كقرية أولمبية للرياضيين. [5] وتم استخدامه بمثابة المضيف الأول للجنة المنظمة لاولمبياد عام 2004 (ATHOC) من 1998 حتي 1999 وكان بمثابة مركز الصحافة خلال ألعاب عام 2004.
وقد حدثت العديد من الأحداث التاريخية في الزابيون، بما في ذلك التوقيع على وثائق انضمام اليونان للجماعة الأوروبية في مايو 1979 بشكل رسمي، التي وقعت في البهو الرئيسى للمبنى المعمد المكسو بتجليد رخامى.
دُفن رئيس الايفانجيلوس زاباس (الزابيون) تحت تمثاله الذي يقع خارج مبنى زابيون.

## استخدامات المبنى الحالي

عملة القرية الأولمبية زابيون التذكارية

حالياً يستخدم زابيون كمركز مؤتمرات ومعرض لأغراض القطاعين العام والخاص.

### القاعات ومخططات الطوابق.
المبنى يحتوي على حوالي 25 غرفة مميزة تتراوح في حجمها من 97 متر مربع (1,044 قدم2) إلي 984 متر مربع (10,592 قدم2).

### في علم المسكوكات
وقد تم اختيار الزابيون كمحفز رئيسي لهواة جمع عملات اليورو ذات القيمة العالية، و100 € اليونانية - عملة القرية الأولمبية زابيون التذكارية - التي سكت في عام 2003 للاحتفال بذكرى دورة الألعاب الأولمبية الصيفية 2004. في الوجه الآخر للعملة، توجد صورة لمبنى الزابيون.

## معرض صور

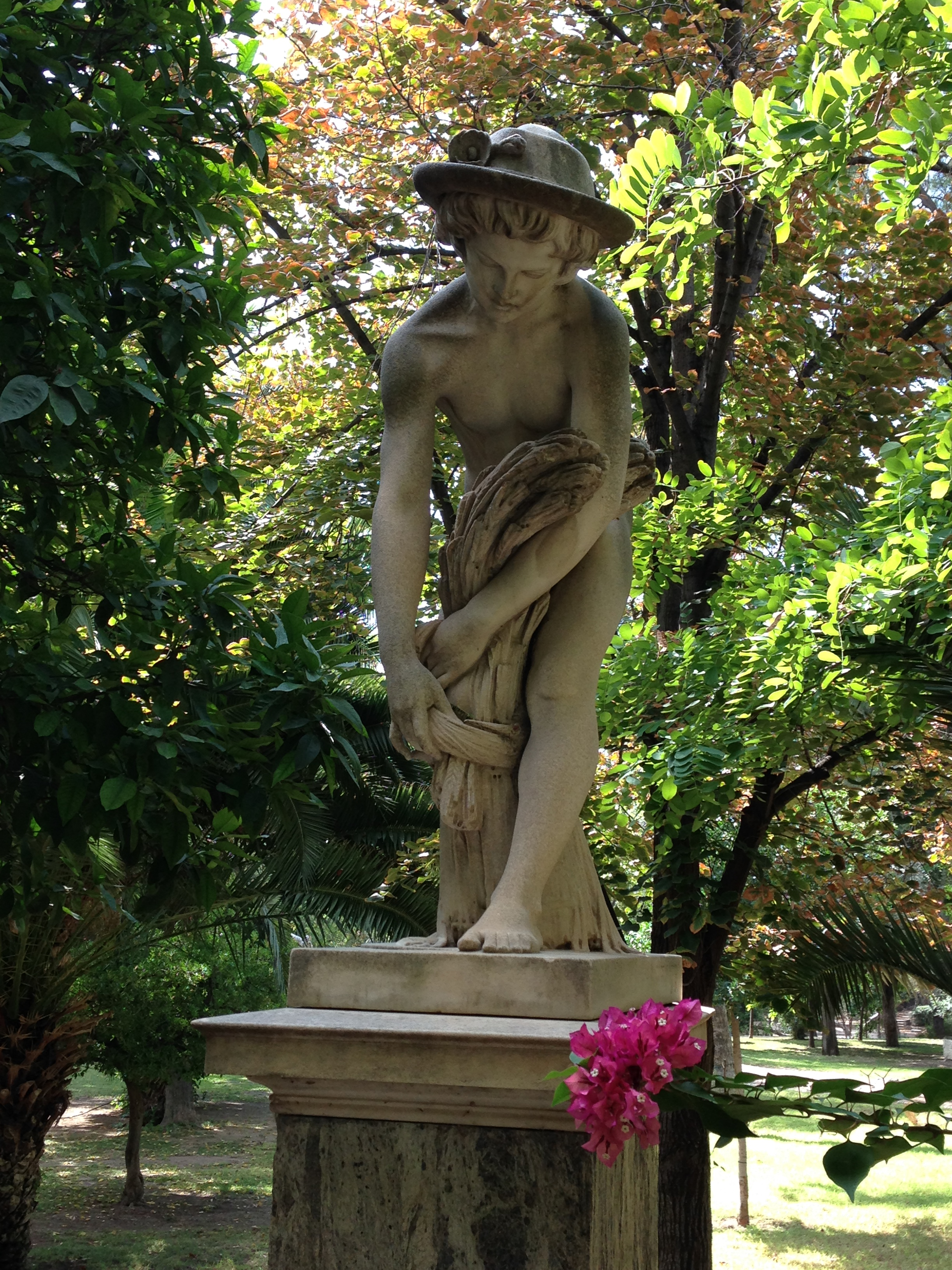
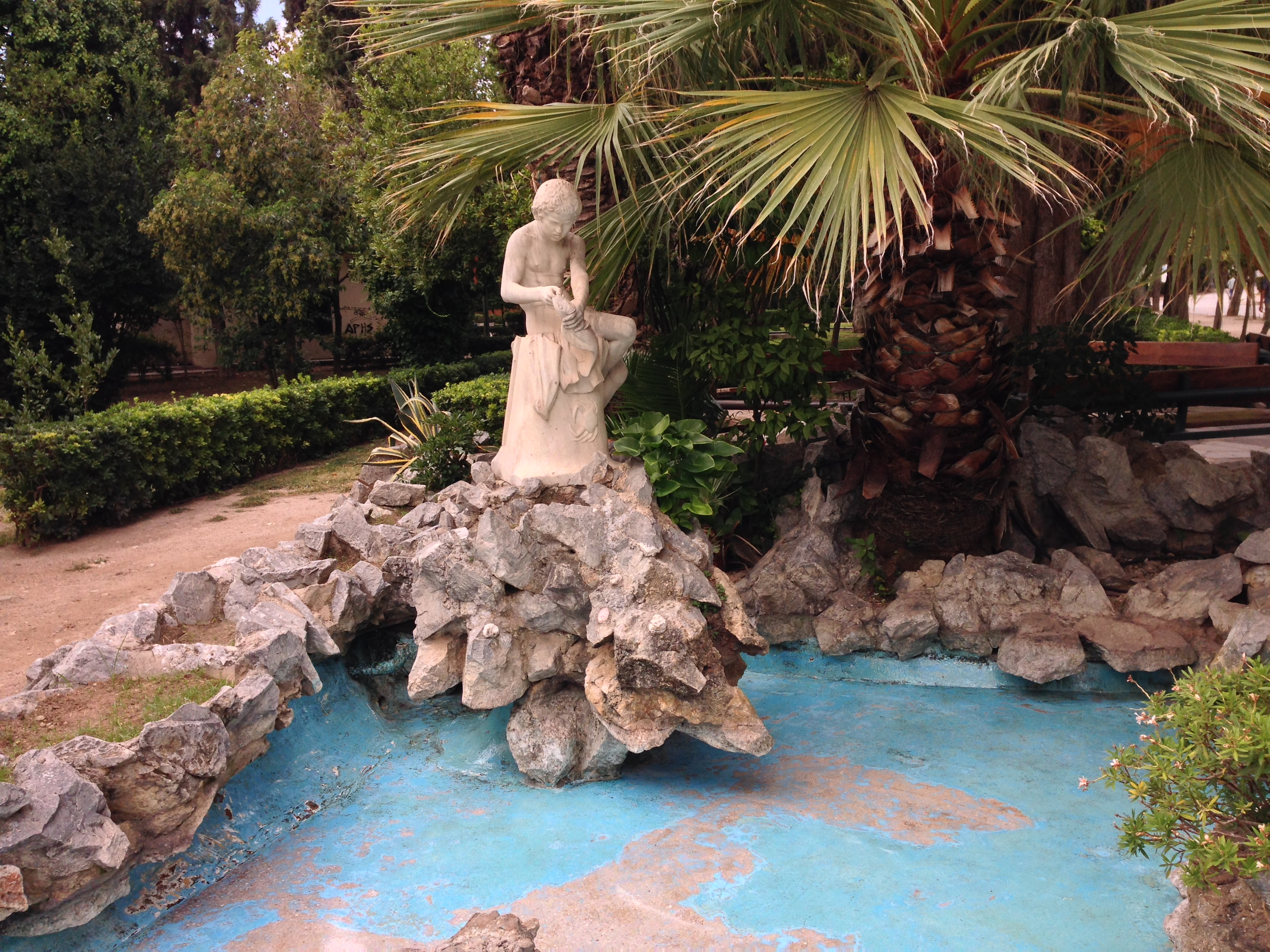
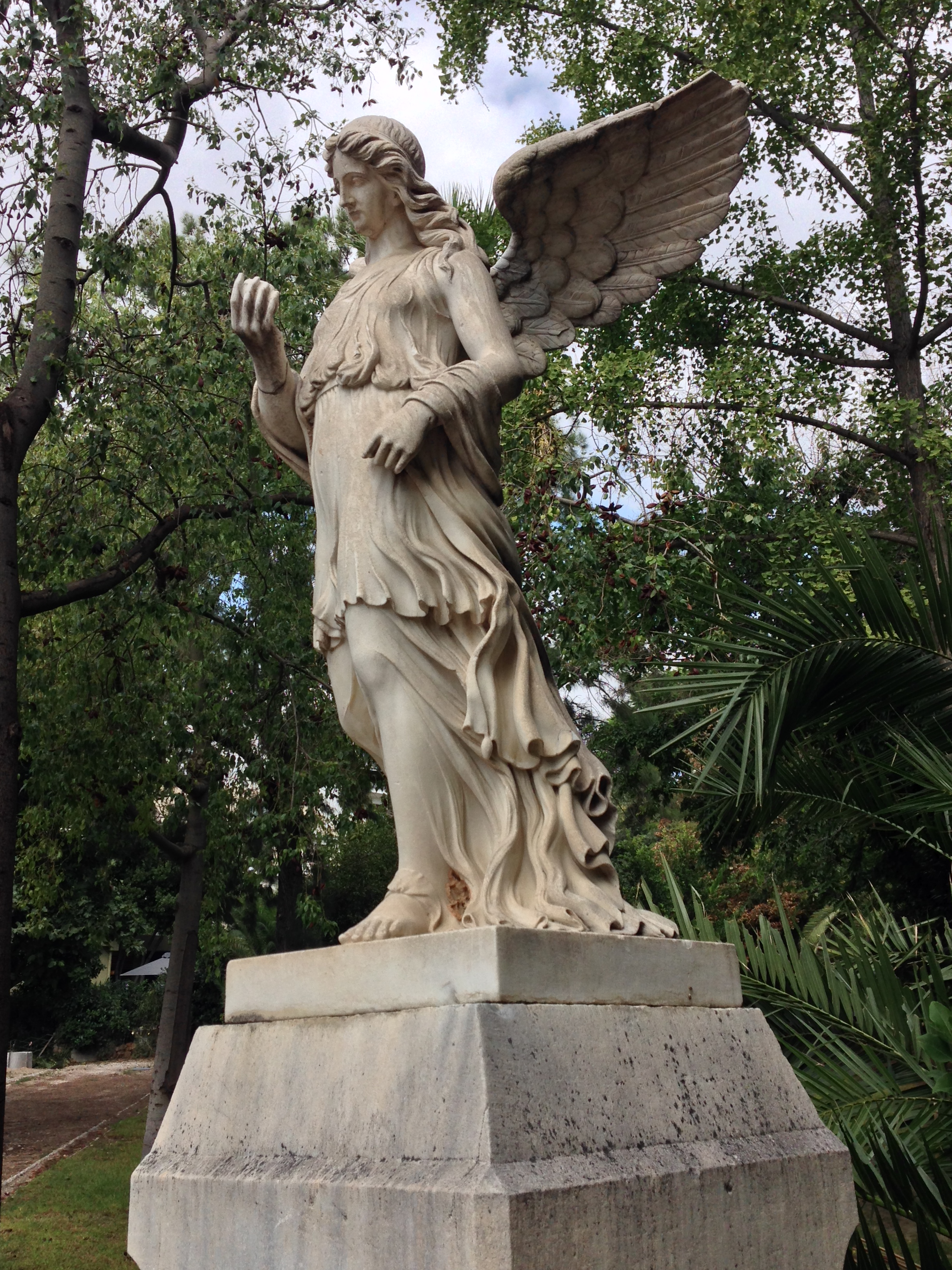
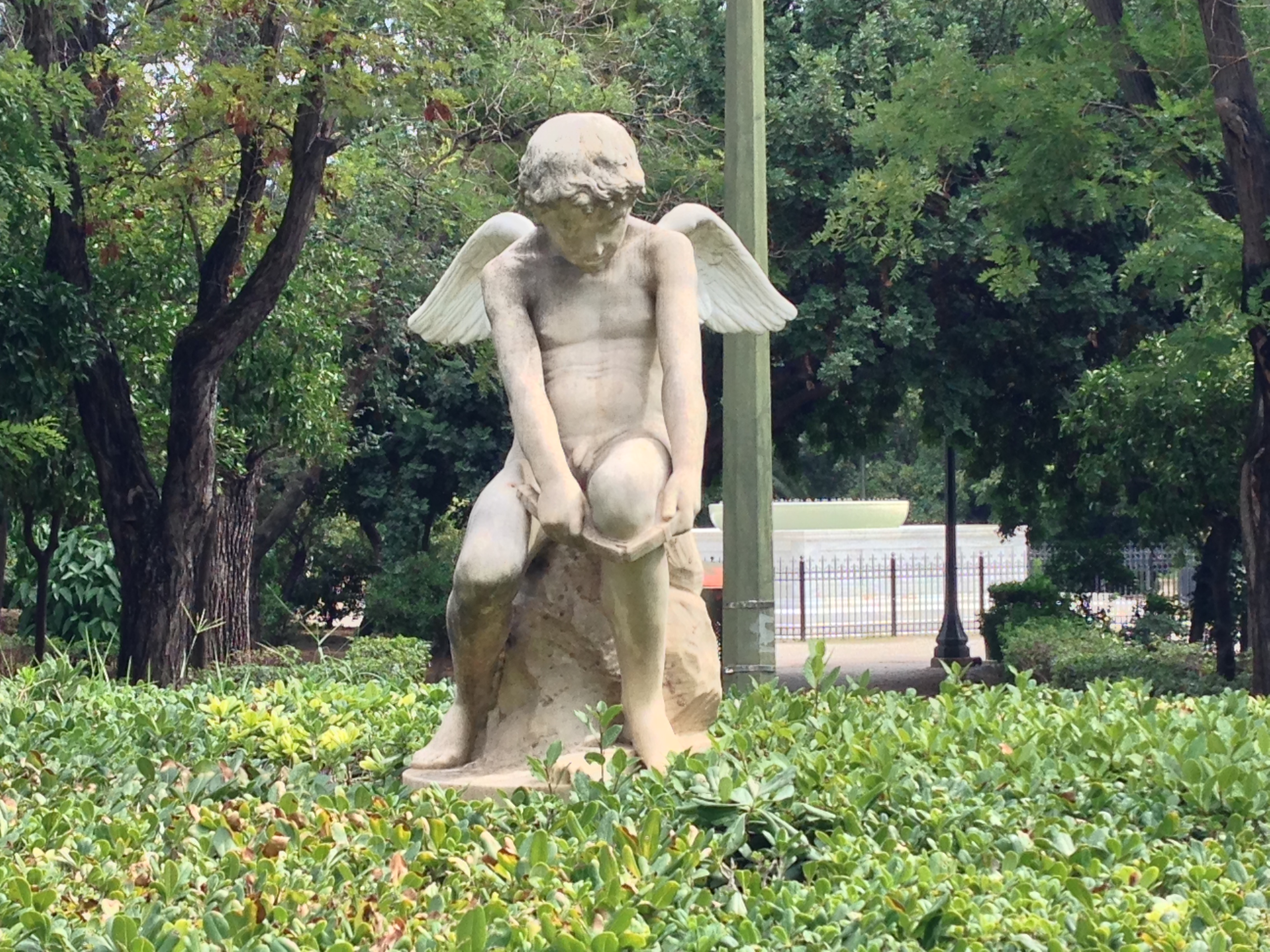
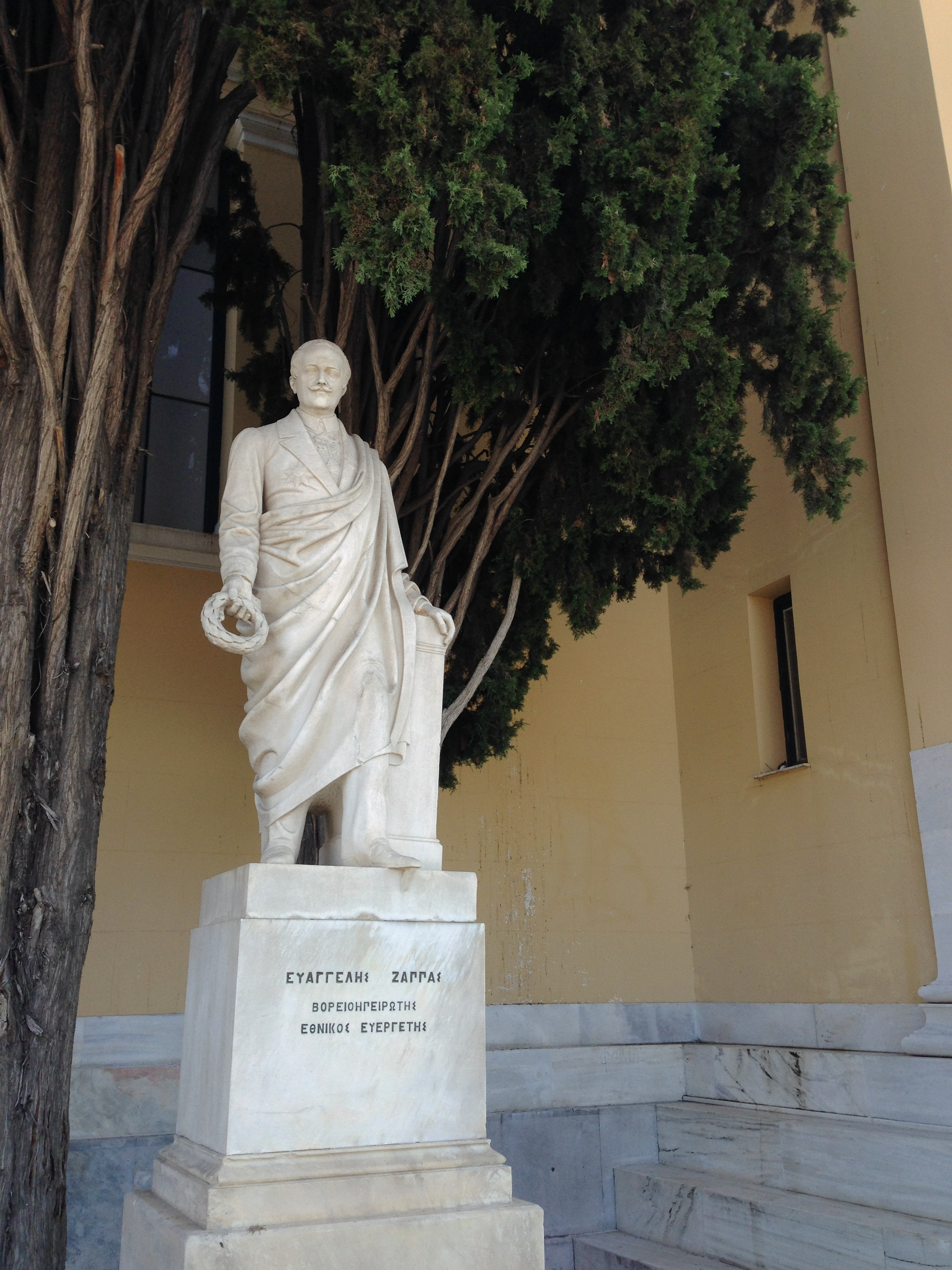